# Dissau (Wüstung)
Dissau ist eine Wüstung in der Gemarkung Allendorf im Landkreis Saalfeld-Rudolstadt in Thüringen.

## Lage
Die Wüstung Dissau befindet sich im landwirtschaftlich genutzten südöstlichen Teil der Flur Allendorf, etwa zwei Kilometer südlich der Ortslage am Nordosthang des Rabenhügel und einen Kilometer westlich der Wüstung Sonnenwalde und der einstigen schwarzburgischen Fasanerie (heute Reitsportanlage).

## Geschichte
Auf Betreiben des Adelsgeschlechts der Schwarzburg-Käfernburger, einem der ältesten im thüringischen Raum, entstanden in der Hauptrodungszeit (etwa 11. bis 14. Jahrhundert) die meisten Ortschaften des heutigen Landkreises Saalfeld-Rudolstadt. Diese lagen auf zum Ackerbau geeigneten Flächen. Mit der stetigen Zunahme der Bevölkerung in der Spätphase der Rodungsperiode entstanden vor allem die Berg- und Waldsiedlungen auf kärglichen Böden, sie konnten auf Dauer nicht bestehen. In ihnen lebten bald mehrheitlich Holzhauer, Köhler und Harzer, Pech- und Rußbrenner, auch Fuhr- und Berg- und Hüttenleute. 
Vierzehn der in einer schwarzburgischen Amtsbeschreibung des Jahres 1370 erwähnten Orte, darunter auch Dissau, sind im 15. Jahrhundert wüst gefallen. Sie sollen nach örtlicher Überlieferung im Verlauf des Schwarzburger Hauskrieges (1448–1450) zerstört oder aufgegeben worden sein.
Teile der waldreicher Umgebung der Schwarzburg waren schon seit 1453 mit Wildzäunen eingehegt, um das Wild an geeigneten Plätzen zu konzentrieren. Die wenigen Zugänge wurden mit Toren versperrt, zu denen auch das Dissauer Tor gehörte.